# KDE 3
KDE 3 byla druhá série desktopového prostředí KDE založená na Qt 3, ve které bylo šest významných vydání. Z verze KDE 3.5 potom vznikla odnož Trinity Desktop Environment.

## KDE 3.0
Jedna z výrazných novinek byla širší podpora pro omezování uživatelů pro použití v takových oblastech jako jsou kiosky, internetové kavárny či v podnikové sféře. KDE panel a správce plochy byl sice upraven pro použití tohoto systému, nicméně ostatní významné komponenty KDE jako jsou Konqueror a Control Center musely počkat na následující vydání.
Dále byl uvedeno nové tiskové rozhraní KDEPrint s modulární podporou tiskových systému CUPS, LPRng, LPR, LPD a další. V souvislosti s CUPS je KDEPrint schopen vytvořit propracovaný síťový tiskový systém v podnikových sítích. Jelikož KDEPrint poskytuje rozhraní příkazové řádky s možností konfigurace pomocí GUI nástrojů, je toto rozhraní přístupné i pro aplikace nepatřící do KDE, například OpenOffice.org či Acrobat Reader.
V této verzi je také uveden nová knihovna adresáře, která centrálně zajišťuje adresář pro všechny KDE aplikace. Tato knihovna je založena na standardu vCard.

## KDE 3.1
V této verzi byly uvedeny nové výchozí styly ikon (Crystal) a oken (Keramik) společně s řadou dalších vylepšeních..
V KDE PIM byla výrazně vylepšena integrace LDAP, vylepšení se dočkalo zabezpečení KMail (podpora S/MIME, PGP/MIME a X.509v3) a kompatibilita KOrganizeru s Microsoft Exchange 2000.
V první verzi uvedený a teď vylepšený framework pro omezení uživatelů umožňoval správcům systémů lépe nastavit omezování spouštění aplikací, nastavovaní konfigurací, práce se záložkami atd.
Dalšími vylepšeními zahrnovala například podporu panelů v Konqueroru, nový stahovací manažer KGet, nový multimediální plugin založený na Xine, či rozhraní pro sdílení desktopu.

## KDE 3.2
Do novinek tohoto vydání se řadí například kontrola pravopisu pro webové formuláře a e-mail, lepší práci s kalendáři a e-maily či podpora protokolu RDP pro sdílení desktopu v systémech Microsoft Windows. Zlepšení se dočkal také výkon prostředí a aplikací KDE včetně kratšího času nutného ke spuštění, nebo zvýšená podpora standardů FreeDesktop.org pro lepší spolupráci s ostatním linuxovým či unixovým softwarem..
Použitelnost prostředí byla vylepšena předěláním mnohých aplikací, dialogových oken a ovládacích prvků s důrazem na čistotu a užitečnost, redukován byl i zmatek v některých menu nástrojových lišt. Přibylo mnoho nových ikon, nové úvodní obrazovky, byl uveden styl Plastik.
Mezi nové uvedené aplikace patří:
- JuK – hudební přehrávač ve stylu jukeboxu.
- Kopete – instant messenger s podporou AOL Instant Messenger, MSN, Yahoo Messenger, ICQ, Gadu-Gadu, Jabber, IRC, SMS a WinPopup.
- KWallet – poskytuje integrovanou a zabezpečenou úschovu hesel a dat z webových formulářů.
- Kontact – sjednocené rozhraní KDE pro emaily, kalendáře, adresář, poznámky a další funkce PIM.
- KGpg – KDE rozhraní pro průmyslně-standardní šifrovací nástroje.
- KIG, rozhraní geometrického programu.
- KSVG – prohlížeč SVG souborů.
- KMag, KMouseTool a KMouth.
- KGoldRunner – hra.

## KDE 3.3
V KDE 3.3 se vývojáři soustředili na integraci jednotlivých komponent. Kontakt byl integrován s Kpilotem a s groupware manažerem Kolab. Konqueror nabídl lepší podporu kontaktů instant messangerů, například posílání souborů kontaktům z IM, podpora IM protokolů (např. irc://), zatímco KMail umožnil zobrazit stavy IM kontaktů. Ve přehrávači JuK přibyla podpora vypalování pomocí K3b.
Aplikace a prostředí se dočkalo mnoho malých vylepšení. V Konqueroru byla vylepšena práce s panely a RSS čtečkou, v KMail přibyla lepší podpora HTML, anti-spam/anti-virus průvodce, vylepšená podpora šifrování a rychlý vyhledávací panel. Kopete získalo podporu posílání souborů v sítích Jabber, aRts podporu jack konektorů, KWin zas podporu více tlačítek atd.
Nové aplikace:
- Kolourpaint – náhrada za KPaint.
- KWordQuiz, KLatin a KTurtle rozšířily seznam balíčků pro školy a rodiny
- Kimagemapeditor a klinkstatus určené pro webové vývojáře.
- KSpell2 – nová knihovna pro kontrolu pravopisu řešící nedostatky starší KSpell
- KThemeManager – modul ovládacího centra určený pro správu grafických témat

## Externí odkazy

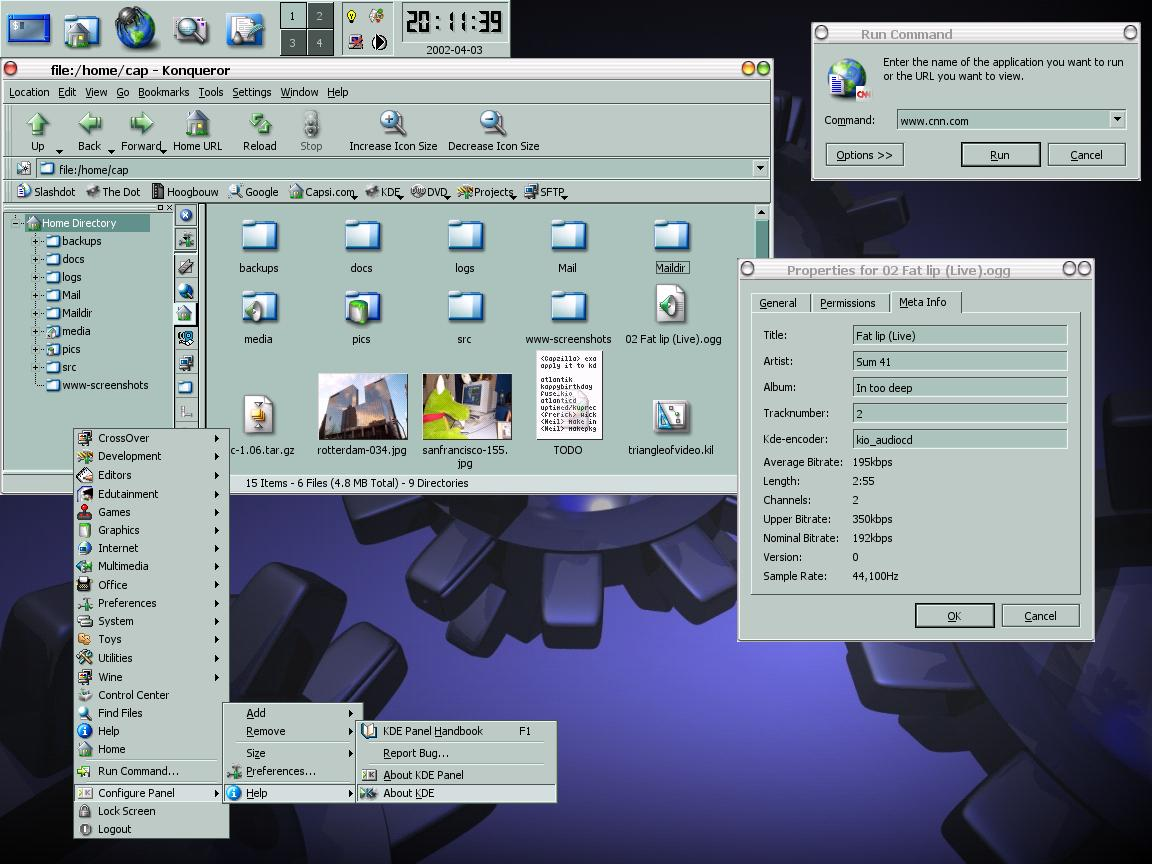
KDE 3.0
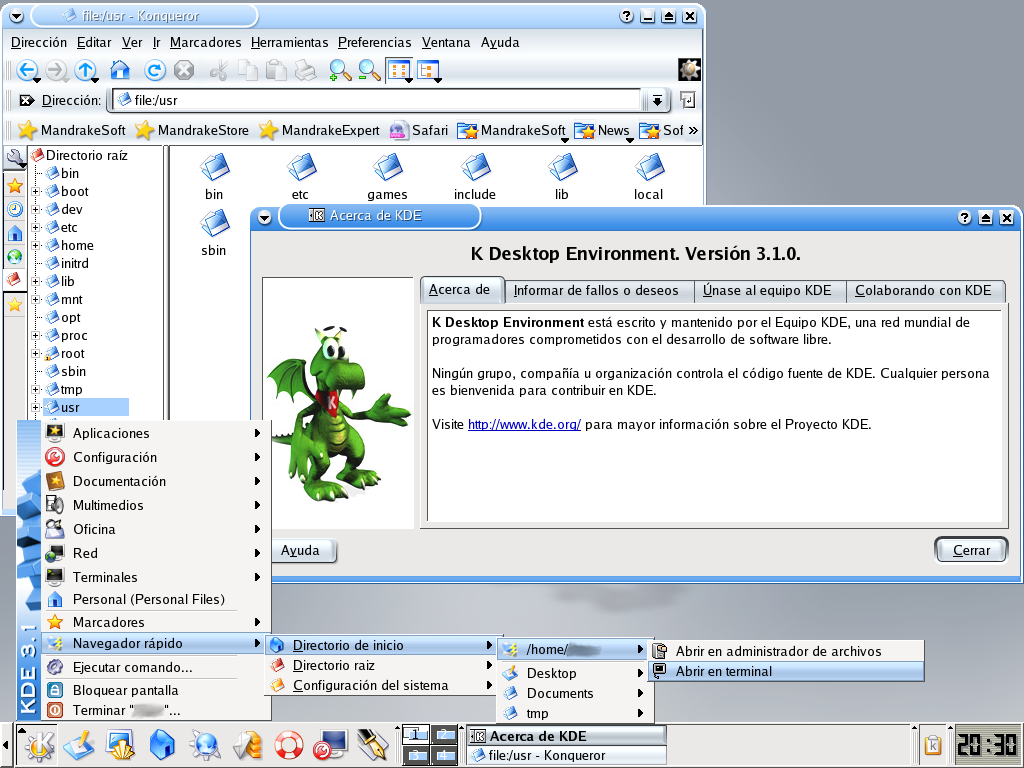
KDE 3.1 s Konquerorem.
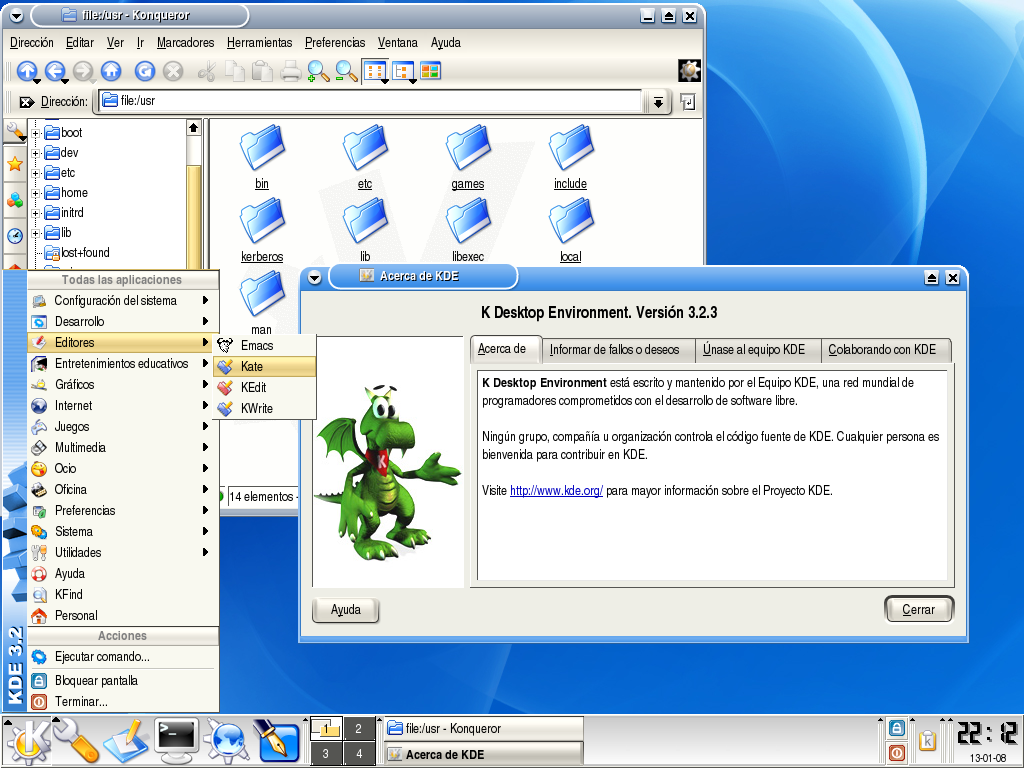
KDE 3.2 s Konquerorem.
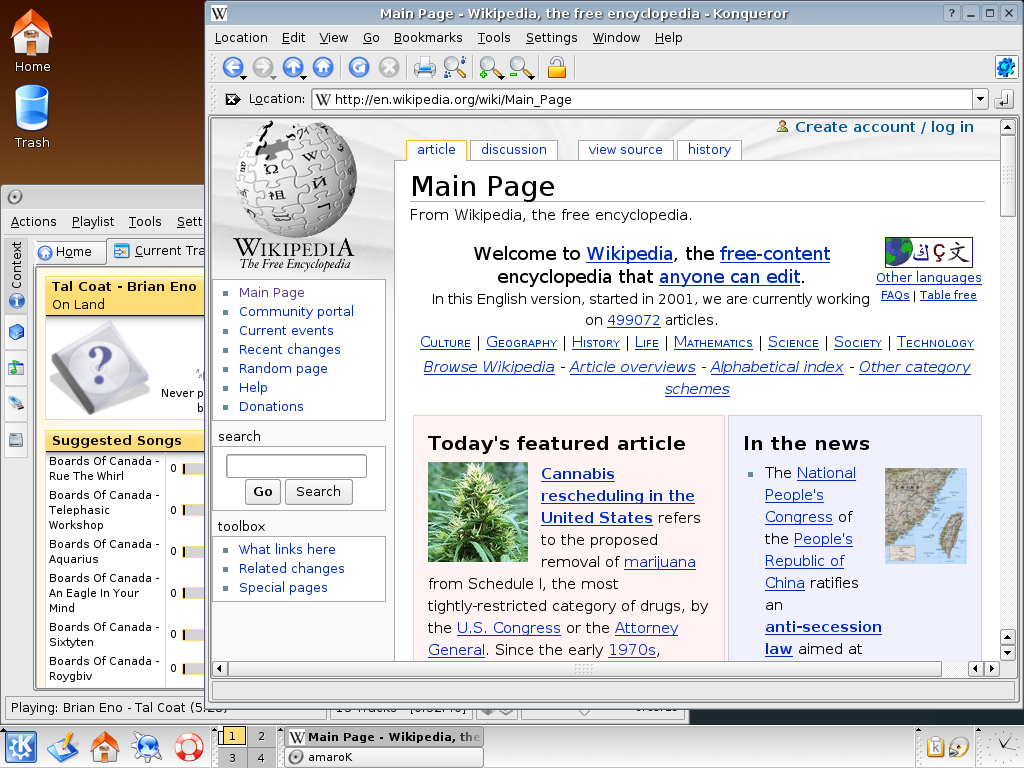
KDE 3.4 s Konquerorem a Amarokem.
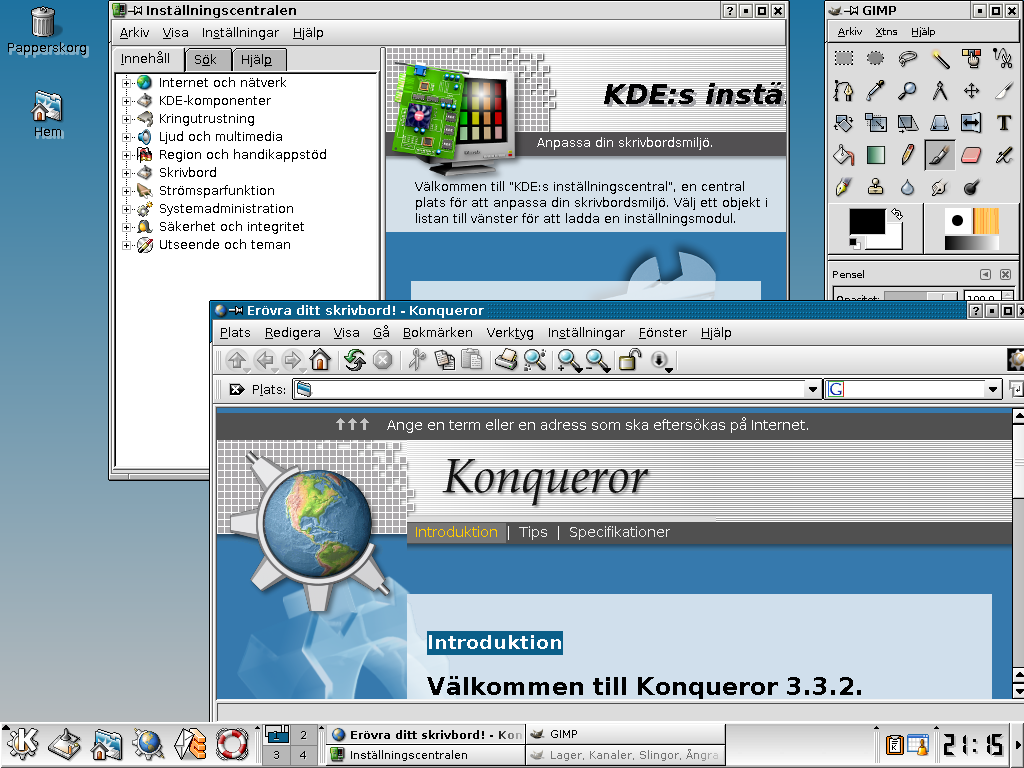
KDE 3.3
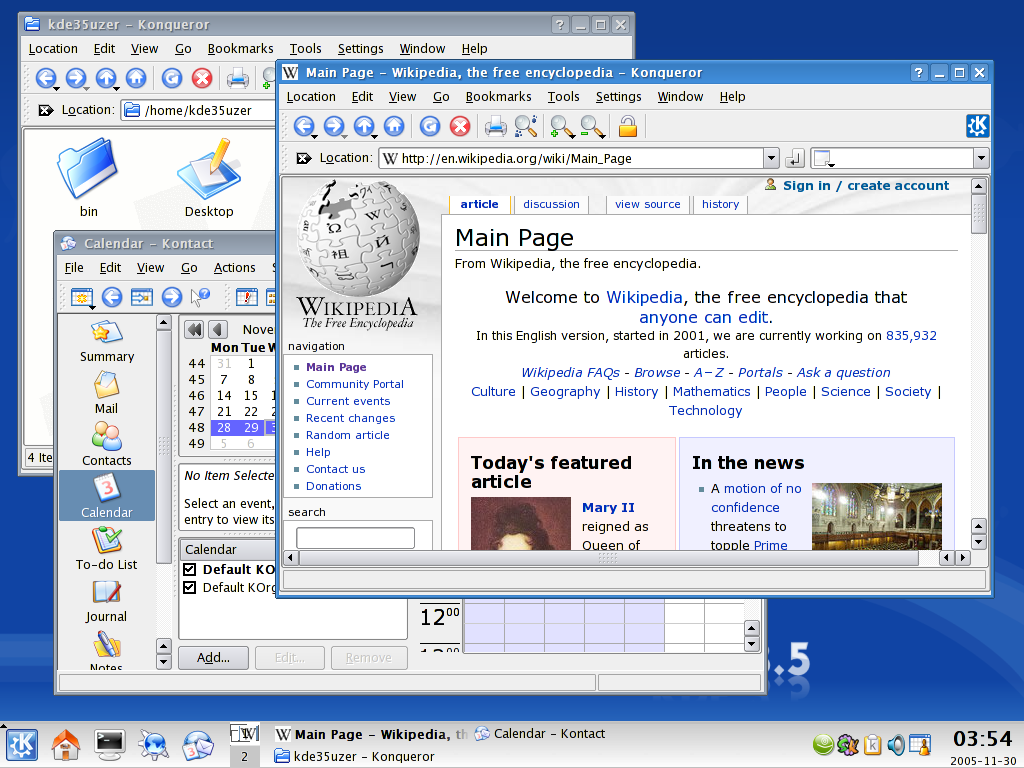
KDE 3.5 s běžícím PIM Kontact a správcem souborů Konquerorem.